# 漯河市实验中学
漯河市实验中学，是一所位于中国河南省漯河市郾城区的公立初级中学。学校拥有东、西、示范区三个校区。

## 简介
漯河市实验中学成立于1994年，拥有初中一、二、三年级63个教学班，3900余名学生，255名在职教师。本部位于泰山北路。
2015年12月，漯河市第八初级中学并入漯河市实验中学，成立东校区。
2020年5月，漯河市实验中学与西湖学校合作办学，成立西湖学校初中部（又称漯河市实验中学示范区校区），位于漯河市城乡一体化示范区，占地面积120多亩，在教学上与本部保持统一。

## 学校理念
| 校训 | 砺志 笃学 健体 感恩                                                                                      |
| 教风 | 博爱 严谨 务实 求真                                                                                      |
| 学风 | 勤学 会学 乐学 博学                                                                                      |
| 精神 | 默默无闻、无私奉献的精神，勤学善思、精益求精的精神，团结协作、不计得失的精神，埋头苦干、任劳任怨的精神。 |

## 友好学校
2019年5月17日上午，漯河市实验中学与 波蘭革但斯基第八基础学校举行结对签约仪式，双方成为友好学校。